# National Route 2 (Sudafrica)
La strada nazionale 2 (in inglese National Route 2; in afrikaans Nasionale roete N2) è una strada nazionale del Sudafrica.
Lunga più di 2200 km, corre lungo la costa del Paese e collega Città del Capo a Ermelo dopo aver toccato, nel suo tragitto, Port Elizabeth, East London e Durban.

## Percorso
Il percorso della strada attraversa 4 province del Sudafrica: Capo Occidentale, Capo Orientale, KwaZulu-Natal, Mpumalanga.

### Capo Occidentale

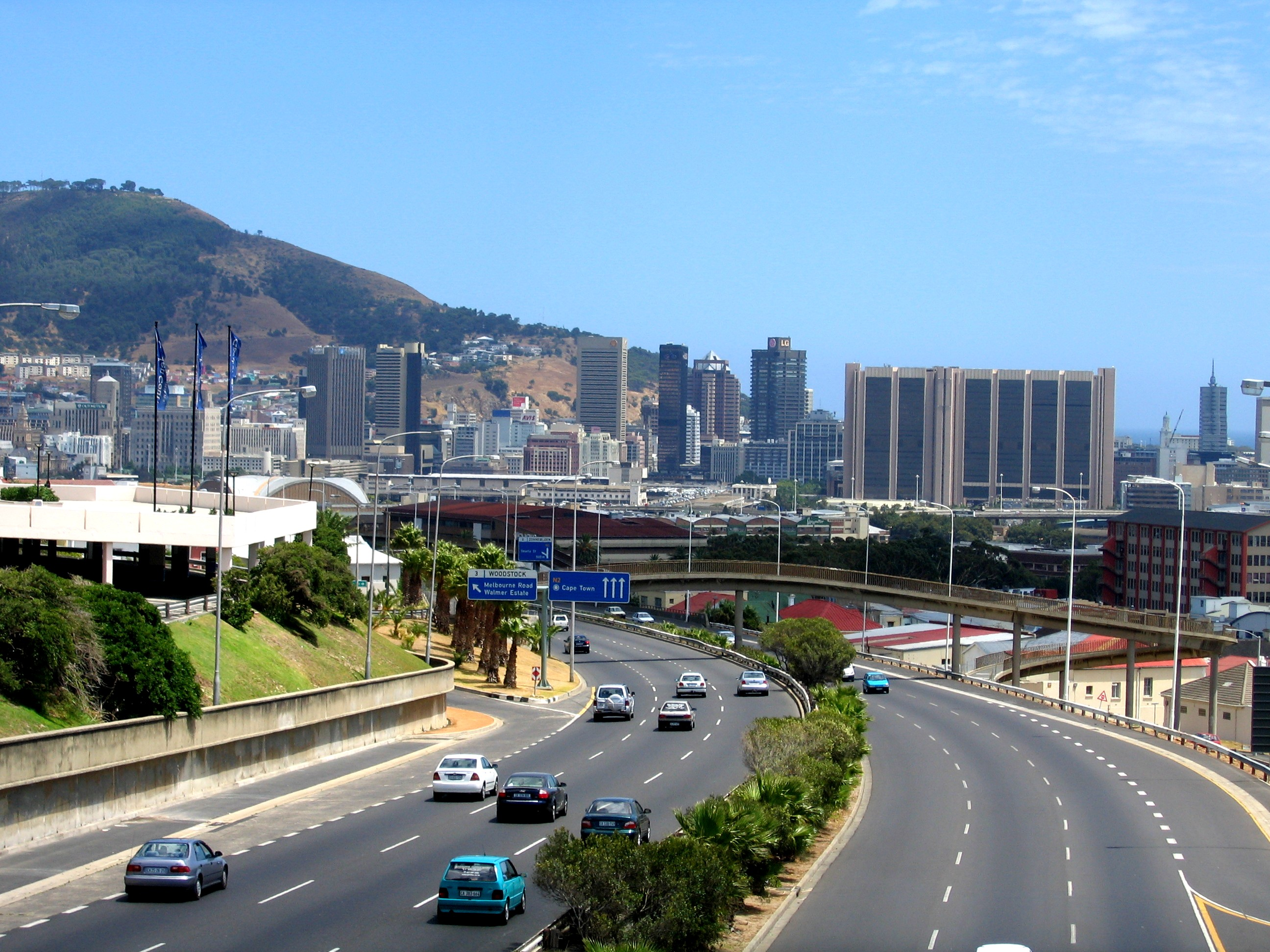
La N2 all'ingresso di Città del Capo

La N2 inizia a Città del Capo nella zona del porto di fronte al centro commerciale del Victoria & Alfred Waterfront. La prima sezione del percorso, che corre parallela al porto, è in comune con la N1, poi le due strade si separano e la N2 piega verso sud, scavalca i binari della ferrovia poco a est della stazione di Città del Capo e prosegue verso sud-est in direzione dell'ospedale Groote Schuur. Dopo l'ospedale la strada punta a est addentrandosi nella zona detta delle Cape Flats (pianure del Capo) in direzione dell'aeroporto internazionale di Città del Capo, quindi prosegue in direzione della costa passando per Somerset West, attraversa la catena delle Hottentots Holland al passo di Sir Lowry's ed entra nel territorio dell'Overberg. Qui passa per Grabouw e poi scende verso Botrivier e quindi le città della pianura di Caledon, Riviersonderend, Swellendam e Riversdale per poi riavvicinarsi alla costa a Mossel Bay, dove inizia la Garden Route.
Dopo Mossel Bay la strada diventa senza pedaggio, fino a dopo l'intersezione con la N9 appena fuori George. Da lì la strada attraversa il fiume Kaaiman e prosegue per Wilderness, Knysna e Plettenberg Bay. Da qui la strada prosegue per un primo tratto lungo la costa, poi si addentra per aggirare le catena costiera dei monti Tsitsikamma, quindi ritorna verso la costa in corrispondenza del ponte sul Bloukrans che segna il confine con la provincia del Capo orientale.

### Capo Orientale
Dopo l'attraversamento del fiume Bloukrans la strada prosegue in direzione est lungo la costa fino a Jeffreys Bay, quindi attraversa Port Elizabeth e punta verso l'interno in direzione Grahamstown. A circa metà strada la N10 si separa dalla N2 e punta verso il nord. La N2 prosegue lungo un percorso interno fino a King William's Town e da qui verso la costa fino a East London che supera con una tangenziale che passa a nord della città da dove si dirama la N6 per Bloemfontein. Dopo East London la N2 ritorna verso l'interno, passa per Umtata e da qui verso nord dove poco prima di Kokstad attraversa il confine con la provincia di KwaZulu-Natal.

### KwaZulu-Natal
Da Kokstad la strada ritorna in direzione della costa che raggiunge presso Port Shepstone per proseguire lungo la costa sud del Natal passando per le città di Umzumbe, Hibberdene, Ifafa Beach, Scottburgh, Umkomaas and Amanzimtoti e quindi Durban che viene aggirata con un percorso tangenziale che attraversa i quartieri periferici dell'entroterra. Qui nel sobborgo di Westville dalla N2 si biforca la N3 in direzione Pietermaritzburg.
Dopo Durban la N2 continua lungo la costa nord passando per Umhlanga Rocks, Tongaat e Ballito, attraversa il Tugela e punta in direzione di Richard's Bay. Dopo Richard's Bay la strada gira verso nord passando all'interno dell'antico territorio dello Zululand, poi passa tra il parco naturale di iSimangaliso Wetland Park ed il parco di Hluhluwe-Imfolozi; proseguendo verso nord passa presso il bacino artificiale di Pongola, quindi vira verso ovest costeggiano il confine meridionale dello Swaziland, infine passa per Pongolaed entra nella provincia di Mpumalanga.

### Mpumalanga
Nella provincia la N2 percorre solo pochi chilometri in direzione nord-ovest, dal confine fino a Piet Retief e da li fino a Ermelo dove si incrocia con la N11 e la N17.